# Влияние российского вторжения на экономику Украины
Влияние российского вторжения на экономику Украины оказалось колоссальным. Уже в марте 2022 года 10 областей, обеспечивающих половину ВВП страны, были охвачены боевыми действиями. По сравнению с аналогичными периодами 2021 года ВВП Украины снизился на 19,1 % в первом квартале 2022-го; на 37,2 % — во втором.  В первые полгода вторжения прогнозы годовых потерь для ВВП страны варьировались от 33,4 % до 45 %.
Война привела к крупнейшему экономическому спаду в истории независимой Украины. По расчётам налоговых поступлений Министерства финансов, практически через месяц 30 % экономики не функционировало. Дефицит бюджета сразу же вырос до $5 млрд в месяц, против довоенных ожиданий в $600 млн.

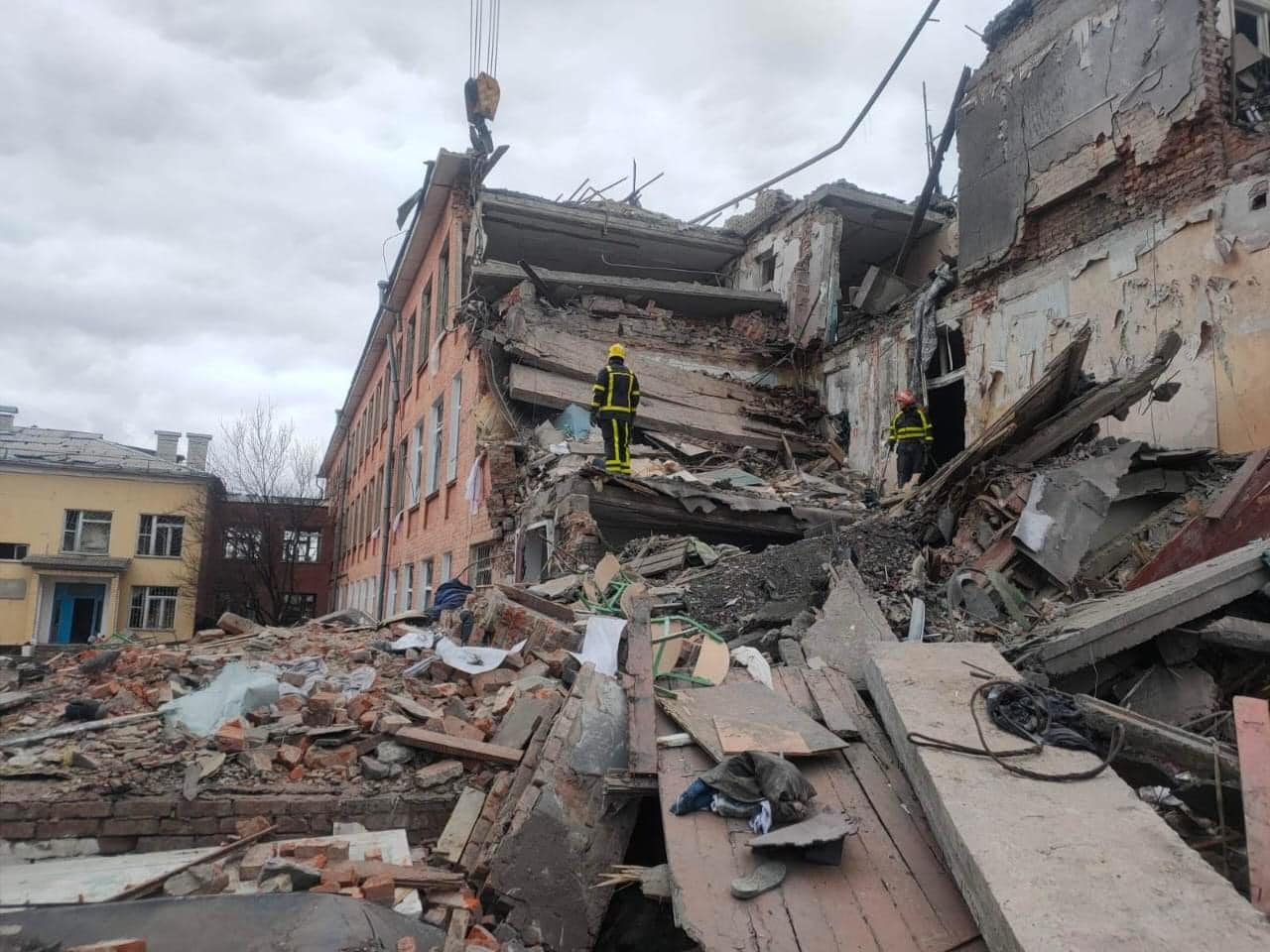
Украинские спасатели осматривают разрушения в Чернигове

Несмотря на организованную правительством эвакуацию предприятий, многие фабрики были уничтожены физически. По одним данным, к середине октября материальные потери из-за разрушения инфраструктуры превысили $100 млрд. По октябрьским оценкам Киевской школы экономики, в результате обстрелов предприятиям был нанесён ущерб на $10 млрд.
21 июля 2022 года Национальный банк Украины девальвировал гривну на 25 % по отношению к доллару США в надежде, что мера «поддержит стабильность экономики в условиях военного времени». Однако увеличение разницы между фактическим обменным курсом и официальным заставлял экспертов опасаться повторной девальвации.

## Предыстория
Согласно докладу CEDR от 10 февраля 2022 года, Украина в результате российско-украинской войны  потеряла $280 млрд в период с 2014 по 2020 годы. По оценкам CEDR, Украина ежегодно в результате этого конфликта теряла до $40 млрд, при этом аннексия Крыма обходилась до $8.3 млрд ежегодно, а война на Донбассе обходилась в среднем $14.6 млрд  в год. Из-за снижения доверия инвесторов в результате конфликта с Россией Украина теряла около $10.3 млрд ежегодно.

## Вторжение в 2022 году

### Рынок труда и инфляция
Если в начале 2022 года инфляция на Украине составляла 10 %, то к сентябрю — 24,6 %. Цены на такие продукты, как хлеб, выпечка, рыба и овощи выросли на 36-84 %, в частности, из-за оккупации Херсонской области, которая является основным производителем овощей на Украине. Минимальная заработная плата при этом составляла примерно $178–183, а средняя заработная плата — примерно $435. Для сравнения, по данным МинфинМедиа, в начале года средняя зарплата составляла $506.
Чтобы сдержать инфляцию, в начале вторжения Верховная Рада отменила пошлины на импортные товары и НДС. Кроме того, правительство ввело ограничения цен на газ и централизованного отопления. Позднее некоторые из этих мер были отменены, но отчёт Центра исследований экономической политики всё равно оценивал действия правительства как расточительные, а помощь перемещённым лицам — как не целенаправленную форму базового дохода, который предоставляется всем независимо от нужды. В итоге к началу лета Центральный банк Украины был также вынужден повысить базовую процентную ставку с 10 % до 25 %, что стало самым высоким уровнем с сентября 2015 года.
В конце февраля 2022 года Верховная Рада приняла Закон «Об организации трудовых отношений в условиях военного положения». Документ разрешил 60-часовую рабочую неделю и позволил работодателям определять время начала и окончания ежедневной смены.
По майским оценкам ООН и Международной организации труда (МОТ), после вторжения России 24 февраля на Украине было потеряно около 4,8 млн рабочих мест или 30 % довоенных показателей. В октябре аналитики оценивали общее потери рабочих мест из-за войны в 2,4 млн. По октябрьским данным, из 6,2 млн внутренне перемещённых лиц треть не имела работы. Это соответствовало оценкам МОТ, которые прогнозировали на конец 2022 года снижение уровня занятости на 15 % ниже показателей 2021 года. Кроме того, 10,4 % ил 1.6 млн всей довоенной рабочей силы страны стали беженцами в других странах. Из них, по оценкам МОТ, две трети имеют высшее образование, а 49 % были заняты в высококвалифицированных профессиях. Тем не менее с началом второй фазы вторжения росла доля работающих производств — в сентябре около 80 % предприятий функционировало минимум в половину своей производительности, по сравнению с 57 % — в мае.
Программисты столкнулись с массовыми сокращениями и проблемами с поисками работы на Украине. В то же время росло обеспечение военнослужащих, участвующих в боевых действиях: к концу ноября оно составляло 100 тыс. гривен или около $2700.
В июле 2023 года агентство Bloomberg сообщило, что 68% из более шести миллионов украинских беженцев покинувших страну после начала боевых действий — женщины. Из них 2,8 миллиона — трудоспособного возраста. Их невозвращение в страну будет обходиться Киеву в 10% довоенного ВВП или 20 миллиардов долларов в год. По данным Минэкономики Украины, для выполнения планов по послевоенному восстановлению стране не хватает 4,5 млн рабочих и предпринимателей.
Согласно информации министерства, прогнозируемый ВВП Украины будут снижаться на 0,5% на каждые 100 000 украинцев, оставшихся за границей. В 2022 году ВВП страны сократился на треть.

### Транспорт
Украина закрыла своё воздушное пространство для гражданских рейсов сразу после российского вторжения. Иностранные авиакомпании заявили об эвакуации экипажей и членов их семей.
Метро в крупных городах перевели в режим бомбоубежищ в первые дни вторжения: например, 25 февраля — в Харькове и 26 февраля — в Киеве. Спасающиеся от обстрелов граждане жили на станциях до нескольких месяцев, когда в мае власти перезапустили сообщение на некоторых ветках и линиях наземного транспорта. Железнодорожное сообщение стало одним из основных способов эвакуации населения и транспортировки грузов. Стараясь перевести как можно больше людей, Украинские железные дороги отменили билетную систему в эвакуационных поездах, хотя из-за экстремального перегруза их скорость сократилась более чем в два с половиной раза.

### Торговля
С начала вторжения большая часть морских портов Украины была закрыта. И уже в середине марта власти сообщали, что таможенные сборы составляли максимум 15 % поступлений мирного времени. Таможенная служба простаивала не только в оккупированных городах — например, в заблокированной портовой Одессе, на которую традиционно приходилось до 20 % сборов, таможня также не функционировала.
Так как российские войска перекрыли доступ ко многим портам, Украинские железнодорожные дороги с начала марта наращивали объёмы ввозимых в Европу грузов. Параллельно импорт всех товаров (кроме оружия) сократился с 43,3 млн евро в феврале до 8 млн евро в марте.
По официальным данным, в марте только 300 тыс. тонн сельскохозяйственной продукции вывезено из страны по железной дороге. Ещё около 1,1 млн оказались заблокированы в захваченных в украинских морских портах. Для сравнения, в марте 2021-го общий экспорт кукурузы и пшеницы составлял примерно 3 млн. Также снизился и урожай — власти ожидали за 2022-й урожай в размере 65-70 млн тонн, что на треть ниже довоенного уровня.
Зерновая сделка, заключённая в июле под эгидой ООН, позволила Украине экспортировать сельскохозяйственную продукцию. За август-октябрь по гуманитарному коридору из трёх украинских портов — Черноморска, Одессы и Южного — было вывезено около 11 млн тонн зерна и продуктов питания в 38 стран мира. 17 ноября сделка, которая позволила снизить продовольственный кризис в мире, была продлена.

### Сельское хозяйство
Согласно исследованию Фонда Джаннини Калифорнийского университета, перенаправление в Восточную Европу экспортных потоков сельскохозяйственной продукции из Украины привело к снижению цен и протестам местных фермеров. Политическое давление вынудило правительства ряда европейских стран запретить импорт зерна и других товаров из Украины. Структуры ЕС организовали выплаты компенсаций пострадавшим фермерам и добиться договоренностей сохранить «пути солидарности» через восточноевропейские страны открытыми для продолжения транзита экспортных товаров из Украины. Министерство аграрной политики и продовольствия совместно с Киевской школой экономики оценили финансовые потери из-за ущерба аграрным активам в результате военных действий в $6,6 млрд. Согласно приведенным прогнозам, потери украинского сельского хозяйства от сокращения производства и торговли составят 34,2 млрд долларов США по состоянию на ноябрь 2022 года.
29 июля 2023 года Washington Post привёл оценку главы Аграрного совета Украины Андрея Дыкуна, согласно назвал продление ограничений на импорт украинской сельскохозяйственной продукции в ЕС катастрофой для украинских фермеров.
В сентябре 2023 года Еврокомиссия приняла решение не продлевать запрет на импорт украинской пшеницы, кукурузы, рапса и семян подсолнечника, разрешив при этом транзитные перевозки в другие страны.
После отмены запрета Польша, Словакия и Венгрия объявили о введении новых собственных ограничений на импорт украинского зерна, заявив, что действуют в интересах собственной экономики и фермеров. Украина в ответ заявила, что планирует подать в суд Всемирной торговой организации на Польшу, Венгрию и Словакию. Торговый представитель Украины Тарас Качка заявил о возможности введения ответных ограничений на импорт фруктов и овощей из Польши.

### Энергетика и промышленность
В начале мая из-за дефицита топлива была закрыта половины из примерно 7000 заправочных станций. Это привело к массовым очередям, нелегальной торговле и трудностям для местных, которые могли закупать не более 10 литров за раз. Из-за ценового регулирования топливные компании были вынуждены продавать бензин дешевле, чем стоила его закупка. Владимир Зеленский считал, что «оккупанты умышленно уничтожают инфраструктуру по производству, поставкам и хранению топлива». В частности, был обстрелян крупнейший нефтеперерабатывающий завод страны — Кременчугский. По оценке независимых экспертов в мае Украина могла покрыть только около 70 % от необходимых ей 540 тысяч тонн нефтепродуктов. 22 июня украинские власти заявили, что вся нефтеперерабатывающая отрасль Украины остановила работу из-за российских ракетных обстрелов. Повышенный спрос на топливо со стороны Украины вызвал рост цен — в ноябре польские тарифы выросли на $30–40 за тонну, в декабре ожидался рост до $180 за тонну.
Кроме того, Украина потеряла большую часть угольных запасов — с захватом Востока страны шахты Донбасса перешли под российский контроль. Согласно анализу SecDev, под контролем оккупантов находились энергетические месторождения, металлы и полезные ископаемые на сумму не менее $12,4 триллиона. В конце марта министр энергетики Украины Герман Галущенко в интервью «Экономической правде» подтвердил, что с началом боевых действий добыча угля снизилась примерно на 30 %. Чтобы смягчить энергетический кризис, украинские власти приостановили весь экспорт нефти, угля и газа из страны. В результате в ноябре производство электроэнергии на Украине покрывало 70 % потребности.

### Финансовый сектор
Национальный банк Украины временно приостановил работу валютного рынка страны, ограничил снятие наличных и запретил выдачу иностранной валюты населению после объявления в стране военного положения. С этого момента гражданские имели возможность выводить не более 100 тыс. гривен в день (примерно $3300), что привело к массовым очередям. Кроме того, был введён временный мораторий на все трансграничные платежи с Украины или на корреспондентские счета иностранных банков, что фактически блокировало все переводы за границу с некоторыми исключениями. Покупка иностранной валюты резидентами Украины была запрещена, за исключением случаев, когда иностранная валюта покупается для осуществления льготных платежей.
Произошёл обвал котировок еврооблигаций Украины. В частности, доходность долларовых облигаций с погашением в 2024 году выросла 24 февраля до 49,1—64,4 %. Летом агентство S&P понизило кредитный рейтинг Украины до СС, Fitch Ratings понизило свою оценку до C, что соответствовало состоянию дефолта. По просьбе Украины в первой половине августа кредиты по международным облигациям были заморожены на два года. Но аналитики допускали дальнейшую реструктуризацию государственного долга. Так как страна нуждалась в дополнительном финансировании для обеспечения военных и тыла, Министерство финансов заявило о выпуске так называемых военных облигаций. Годовые займы предлагали доходность 11 %, но СМИ называли их «прыжком веры» для местных банков и более 70 000 граждан и предприятий. Тем не менее правительству удалось собрать примерно $3,1 млрд на 38 аукционах с марта по май.